# Pyramida v Louvru

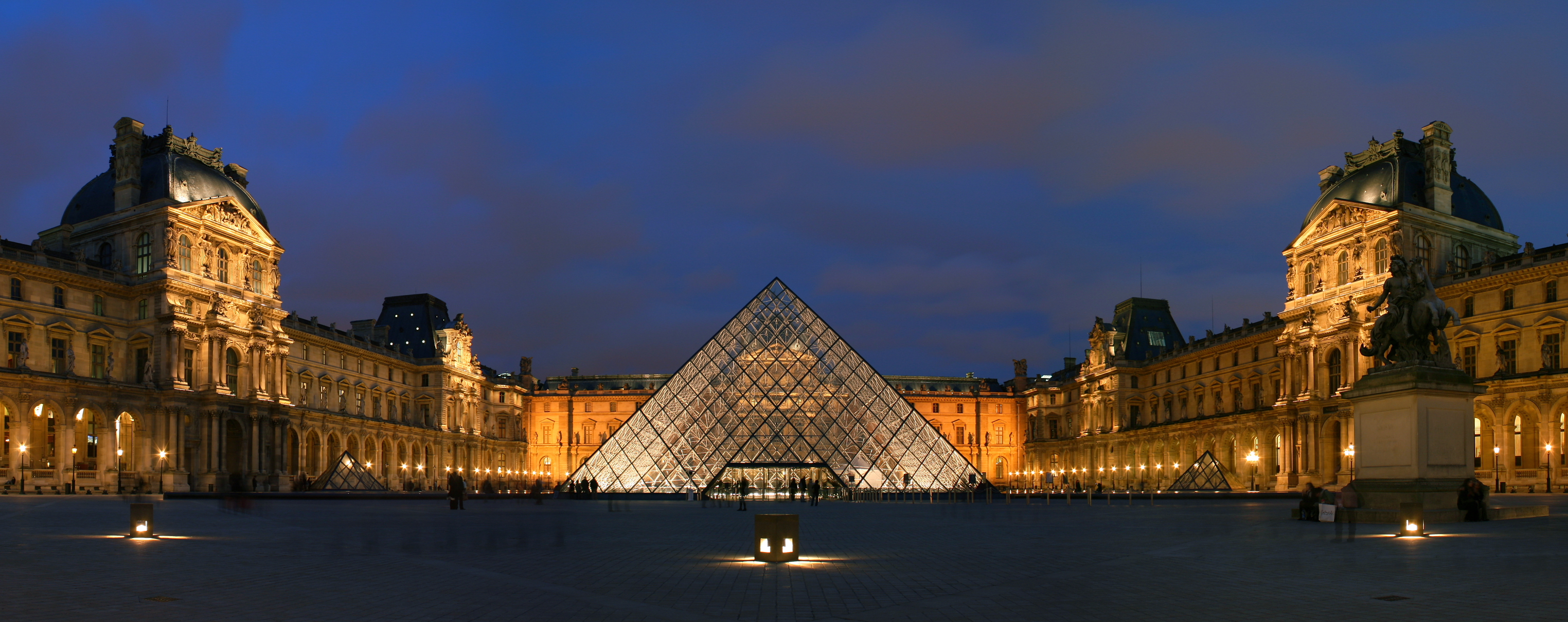
Pyramida v nočním osvětlení

Pyramida v Louvru (francouzsky Pyramide du Louvre) je prosklená pyramida na hlavním nádvoří Paláce Louvre, která slouží jako hlavní vchod do muzea Louvre. Autorem stavby dokončené roku 1989 je architekt Ieoh Ming Pei z New Yorku, který ji vytvořil na objednávku francouzského prezidenta Mitterranda. Její otevření proběhlo u příležitosti 200. výročí Velké francouzské revoluce.

## Architektura
Pyramida má čtvercovou základnu s délkou hrany 35 metrů a výšku 20,6 metrů. Skládá se ze 603 kosočtvercových a 70 trojúhelníkových dílů.
Pyramida jakož i rozlehlá podzemní vstupní hala pod ní vznikly z důvodu, že původní hlavní vchod do muzea v bočním křídle již kapacitně nedostačoval množství každodenních návštěvníků. Pyramida zastřešuje a zajišťuje přirozené osvětlení centrálního prostoru, kde se nacházejí pokladny, informační přepážky, tři vstupy do křídel paláce se samotnými výstavními prostory a průchod do dalších podzemních částí, kde jsou obchody, stanice metra a podzemní parkoviště. Tento koncept využilo později i několik jiných muzeí, např. Muzeum vědy a průmyslu v Chicagu.
Stavba pyramidy se setkala s částečným odporem pro svůj futuristický vzhled kontrastující s architekturou Paláce Louvre. Nicméně rozměry pyramidy nepřesahují historickou budovu, takže při pohledu z ulice nijak nedochází k narušení celistvosti architektury.

## Počet tabulek
Již během stavby v 80. letech se objevila městská legenda, že pyramida je projektována ze 666 skleněných tabulek. Po dokončení stavby správa muzea oznámila, že pyramida se skládá ze 673 tabulek (603 kosočtverců a 70 trojúhelníků). Mýtus znovu oživil v roce 2003 spisovatel Dan Brown, když tuto informaci uvedl ve svém díle Šifra mistra Leonarda.[zdroj?]